# Clausena brevistyla
Genre
Classification APG III (2009)
Clausena brevistyla est une variété d'arbuste à feuilles persistantes, du genre Clausena, pouvant atteindre 6 m de haut, de la famille des Rutaceae. On la trouve en Nouvelle-Guinée et dans le Queensland, en Australie.